# Communauté de communes du Bassin de Landres
La communauté de communes du Bassin de Landres est une ancienne communauté de communes française, située dans les départements de Meurthe-et-Moselle et de la Meuse dans la région Grand Est.
Elle fusionne au 1er janvier 2017 avec la communauté de communes du Pays Audunois pour former la communauté de communes Cœur du Pays-Haut.

## Composition
La communauté de communes regroupait 10 communes du département de Meurthe-et-Moselle et 1 commune du département de la Meuse :
| Nom             | Code Insee | Gentilé       | Superficie (km2) | Population (dernière pop. légale) | Densité (hab./km2) |
| --------------- | ---------- | ------------- | ---------------- | --------------------------------- | ------------------ |
| Piennes (siège) | 54425      | Piennois      | 4,67             | 2 483 (2014)                      | 532                |
| Avillers        | 54033      | Avillerois    | 5,16             | 114 (2014)                        | 22                 |
| Bouligny        | 55063      | Boulinéens    | 10,99            | 2 612 (2014)                      | 238                |
| Domprix         | 54169      |               | 7,70             | 80 (2014)                         | 10                 |
| Joudreville     | 54284      | Joudrevillois | 5,58             | 1 176 (2014)                      | 211                |
| Landres         | 54295      | Landrus       | 8,04             | 970 (2014)                        | 121                |
| Mairy-Mainville | 54334      |               | 12,42            | 555 (2014)                        | 45                 |
| Mercy-le-Bas    | 54362      |               | 8,23             | 1 280 (2014)                      | 156                |
| Trieux          | 54533      | Triotins      | 8,62             | 2 485 (2014)                      | 288                |
| Tucquegnieux    | 54536      | Tucquenois    | 9,16             | 2 523 (2014)                      | 275                |
| Xivry-Circourt  | 54598      |               | 12,04            | 282 (2014)                        | 23                 |

## Administration
En 2014, le Conseil communautaire est réduit de 59 à 36 délégués, dont 7 vice-présidents.
| Période                                  | Période | Identité         | Étiquette | Qualité                                         |
| ---------------------------------------- | ------- | ---------------- | --------- | ----------------------------------------------- |
| Les données manquantes sont à compléter. |         |                  |           |                                                 |
| 1995                                     | 2004    | Daniel Mayer     | PCF       | Maire de Bouligny (1959-1995)                   |
| 2004 ?                                   | 2011    | Simon Stackowiak | PCF       | Maire de Tucquegnieux (depuis 1995) (démission) |
| 2011                                     | 2016    | Jean-Marc Léon   | PCF       | Maire de Joudreville (depuis 2008)              |